# Hexachloroplatinate

Hexachloroplatinat-Ion

Hexachloroplatinate (nach IUPAC Hexachloridoplatinate) sind eine Stoffgruppe der Chemie und die Salze der Hexachloroplatinsäure.

## Herstellung
Diverse Hexachloroplatinate können direkt aus Hexachloroplatinsäure hergestellt werden. Beispielsweise kann Natriumhexachloroplatinat aus Natriumchlorid und Hexachloroplatinsäure hergestellt werden. Analog kann Kaliumhexachloroplatinat aus Kaliumhydroxid und Ammoniumhexachloroplatinat aus Ammoniumchlorid hergestellt werden. Ebenso können durch Umsetzung von Xanthin und seinen Derivaten entsprechende Salze hergestellt werden, zum Beispiel Coffeinhexachloroplatinat aus Coffein. Auch die Umsetzung von Ammonium- und Phosphoniumsalzen mit Hexachloroplatinsäure führt zu den entsprechenden Hexachloroplatinaten.
Neben der Umsetzung mit Hexachloroplatinsäure können Hexachloroplatinate auch durch Salzmetathese in andere Vertreter der Gruppe überführt werden. So können aus Kaliumhexachloroplatinat mit Tetramethylammoniumchlorid, Tetramethylammoniumbromid oder Tetramethylammoniumhydrogensulfat das Tetramethylammoniumhexachloroplatinat hergestellt werden. Analog ist aus Tetrabutylammoniumchlorid, Tetrabutylammoniumbromid und Tetrabutylammoniumhydrogensulfat das Tetrabutylammoniumhexachloroplatinat zugänglich.

## Reaktionen und Verwendung
Einige Hexachloroplatinate, beispielsweise quartäre Ammoniumsalze wie Tetrabutylammoniumhexachloroplatinat eignen sich als Katalysatoren für Hydrosilylierungen, beispielsweise in der Addition von Triethylsilan an Phenylacetylen. Einige von Purinen abgeleitete Hexachloroplatinate wirken als Cytostatika. Hexachloroplatinate entstehen auch in der Herstellung oder Rückgewinnung von Platin und der Abtrennung von anderen Metallen durch Auslaugen mit Salzsäure.